# Václav Lyčka
Václav Lyčka (9. dubna 1920 - 29. května 2014) byl český a československý politik Komunistické strany Československa a poúnorový poslanec Národního shromáždění ČSR a Národního shromáždění ČSSR.

## Biografie
Ve volbách roku 1954 byl zvolen do Národního shromáždění za KSČ ve volebním obvodu Ostrava-Hrabová-Hrabůvka-Brušperk. Mandát obhájil ve volbách v roce 1960 (nyní již jako poslanec Národního shromáždění ČSSR za Severomoravský kraj). V Národním shromáždění zasedal až do konce jeho funkčního období, tedy do voleb v roce 1964.
V roce 1954 získal kromě poslaneckého křesla i post předsedy MNV v obci Proskovice. V roce 1954 byl uváděn profesně jako zámečník Vítkovických železáren Klementa Gottwalda, k roku 1960 již jako předseda odborové organizace ve Vítkovických železárnách.